# 阿邦库尔
阿邦库尔（法語：Abancourt，法語發音：[abɑ̃kuʁ] ⓘ）是法国瓦兹省的一个市镇，位于该省西北部，属于博韦区。

## 地理
阿邦库尔（49°41'49"N, 1°45'54"E）面积6.01 平方千米，位于法国上法蘭西大區瓦兹省，该省份为法国北部内陆省份，北起索姆省，西接厄尔省和滨海塞纳省，南至塞纳-马恩省和瓦兹河谷省，东临埃纳省。
与阿邦库尔接壤的市镇（或旧市镇、城区）包括：坎康普瓦弗勒济、布夫雷斯、拉努瓦屈耶尔、古尔谢勒、罗梅斯康普、克里基耶、布拉尔日、莫利安、圣蒂博。
阿邦库尔的时区为UTC+01:00、UTC+02:00（夏令时）。

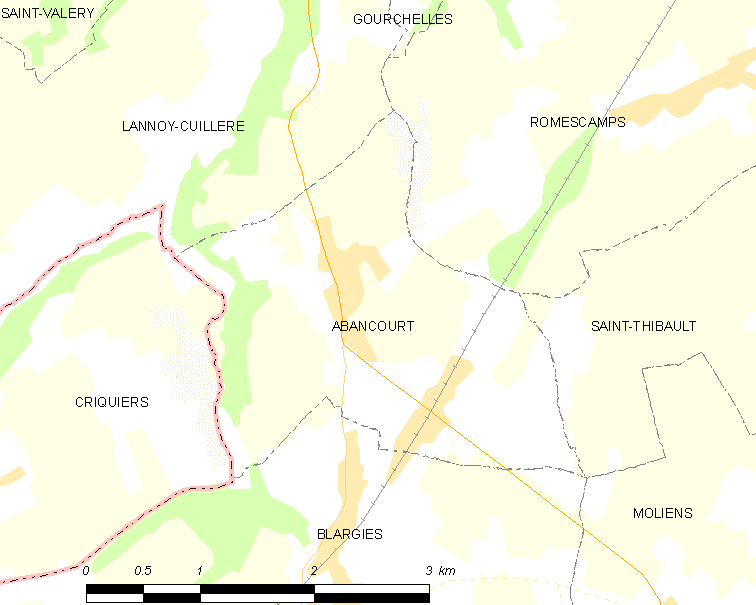
阿邦库尔的OSM定位图

## 行政
阿邦库尔的邮政编码为60220，INSEE市镇编码为60001。

## 政治
阿邦库尔所属的省级选区为格朗维利耶县。

## 交通
阿邦库尔站是这一地区的一个区域性铁路枢纽。

## 人口

1962-2008年间阿邦库尔人口变化图示

阿邦库尔于2022年1月1日时的人口数量为581人。